# Jorge Góngora
Pour les articles homonymes, voir Gongora (homonymie).
Jorge Góngora Montalván (12 octobre 1906 – 25 juin 1999) est un footballeur international péruvien.

## Biographie

### Carrière en club
Surnommé el Fundador, Góngora est en effet l'un des membres fondateurs en 1924 de l'Universitario de Deportes de Lima où il évolue en attaque. Champion du Pérou en 1929, il part au Chili en 1932 à la suite de la fermeture de l'université San Marcos par le gouvernement militaire de Luis Miguel Sánchez Cerro.
Au Chili, il joue pour l'Audax Italiano, avant de s'enrôler à l'Unión Española où il évolue de 1933 à 1937. En 1938, il rejoint l'Universidad de Chile où il joue 10 rencontres (trois buts marqués) jusqu'en 1939.

### Carrière en équipe nationale
Il participe avec l'équipe du Pérou à la Coupe du monde 1930 en Uruguay. Il est sélectionné par l'entraîneur espagnol Francisco Bru. Son pays tombe dans le groupe C avec la Roumanie et le futur vainqueur et hôte, l'Uruguay. Il participe également aux championnats sud-américains de 1929 et 1935,.

## Palmarès
Universitario de Deportes
- Championnat du Pérou (1) :
  - Champion : 1929.